# Elektronisches Gerichts- und Verwaltungspostfach
Das Elektronische Gerichts- und Verwaltungspostfach (EGVP) ist eine Kommunikationsinfrastruktur, mit der seit 2004 von authentifizierten Teilnehmern an die teilnehmenden Gerichte und Behörden elektronische Dokumente und Akten übermittelt werden können.
Seit 2016 gibt es das besondere elektronische Anwaltspostfach (beA), seit 2018 auch das besondere Behördenpostfach (beBPo) und das besondere Notarpostfach (beN) als zentrale Elemente des elektronischen Rechtsverkehrs zwischen Behörden und der Justiz.
Zur Authentifizierung bedarf es einer elektronischen Signatur.

## EGVP Software
Zum EGVP hatte die Justiz auch eine eigene Software entwickelt und kostenlos downloadbar bereitgestellt, den sogenannten „EGVP-Client“ oder „EGVP-Bürger-Client-Software“. Diese EGVP-Software war ein Java-basiertes Programm, dessen Weiterentwicklung zum 1. Januar 2016 eingestellt wurde im Zuge der Änderungen beim Zugang zum elektronischen Rechtsverkehr durch das Gesetz zur Förderung des elektronischen Rechtsverkehrs mit den Gerichten.

### Entwicklung
Die Software EGVP basiert auf dem OSCI-Client Governikus Communicator der Firma Governikus. In allen deutschen Bundesländern sowie bei der Bundesregierung wird diese Software auf Seiten der teilnehmenden Gerichte etc. eingesetzt; bundesweit können Verfahrensbeteiligte (z. B. Unternehmen, Rechtsanwälte und Notare) damit Nachrichten übermitteln. Anwendungsbereich für das EGVP sind die Kommunikation im Mahnverfahren und mit dem Handelsregister sowie Insolvenzverfahren. Der Einsatz formgebundener elektronischer Kommunikation ist fester Bestandteil von E-Justice-Projekten.
EGVP ist von der Governikus KG ursprünglich für eine sichere und rechtsverbindliche Nachrichtenkommunikation für Einzelnachrichten entwickelt worden. Für eine Massenkommunikation bzw. einen Datenaustausch zwischen Fachverfahren war und ist EGVP nicht ausgelegt. Für eine fachverfahrensbezogene Kommunikation ist die Kommunikationsinfrastruktur mittels Deutschem Verwaltungsdiensteverzeichnis (DVDV) und Online Services Computer Interface-Web Services (OSCI) geeignet, die für die Rückmeldungen bei den Einwohnermeldeämtern seit dem 1. Januar 2007 erfolgreich im Einsatz ist.

### Verschlüsselung
Zur Wahrung der Vertraulichkeit von per EGVP versandten Nutzdaten werden Teile der generierten OSCI-Nachricht verschlüsselt. Unter anderem für diesen Zweck werden bei Anlage eines jeden nicht anonymen Postfaches Zertifikatsinformationen vom Benutzer abgefragt oder ein eigenes Software-Zertifikat generiert und im Verzeichnisdienst hinterlegt. Die Nutzung von Software-Zertifikaten wird in der Regel empfohlen, um Probleme z. B. mit verlorenen qualifizierten Signaturkarten, deren Austausch aufgrund von technischen oder rechtlichen Änderungen etc. zu vermeiden. Mit Adressierung eines bestimmten Empfängers wird der öffentliche Schlüssel seines im Verzeichnisdienst hinterlegten Zertifikats zur Verschlüsselung der an ihn bestimmten Nachricht genutzt. Dabei findet keine grundsätzliche asymmetrische Verschlüsselung aller Daten direkt mit dem öffentlichen Schlüssel des Empfängers statt, sondern die Nutzdaten selbst werden aus Effizienzgründen symmetrisch mit einem zufällig generierten Schlüssel verschlüsselt und nur der kurze Schlüssel selbst mit dem öffentlichen Schlüssel des Empfängers asymmetrisch verschlüsselt.

### Kritik
Das EGVP ist eine Eigenentwicklung der Justiz und sollte für den internen Verkehr der Justiz optimiert werden. Dies geht zu Lasten der Anwenderfreundlichkeit, darunter leidet die Akzeptanz. Die Bundesrechtsanwaltskammer kritisierte, dass das EGVP nicht in gängige E-Mail-Programme integrierbar ist, sondern ein gesonderter Weg der Kommunikation beschritten wird. Raoul Kirmes kritisierte die Behauptung, dass nur über OSCI eine sog. Ende-zu-Ende-Verschlüsselung möglich wäre und weist darauf hin, dass auch per E-Mail (SMTP) das Prinzip des doppelten Umschlages (siehe OSCI-Transportprotokoll) realisiert werden kann. Zudem sind auch die justizspezifischen Probleme der Zustellung im Wege des sog. Intermediärmodells im SMTP-Protokoll lösbar. Diese Kritik wurde durch das im Jahr 2011 erlassene De-Mail-Gesetz erneut belebt und so hat die Bund Länder Kommission für Informationstechnik in der Justiz auf der 92. Sitzung am 7. und 8. November 2012 in Erfurt beschlossen, die Zukunftsfähigkeit von EGVP zu überprüfen.
Ab dem 29. September 2016 erhalten alle in Deutschland zugelassenen Rechtsanwälte ein Besonderes elektronisches Anwaltspostfach (beA). Für Rechtsanwälte sollte das beA damit die EGVP-Client-Software ablösen. Die Bund-Länder-Kommission für Informationstechnik in der Justiz sollte im Mai 2018 über die Abschaltung des EGVP-Classic-Clients entscheiden, die Abschaltung wurde am 4. Oktober 2018 durchgeführt.
Der Verwaltungsaufwand kann bei Weiterverarbeitung von Nachrichten in Papierform (Ausdruck) erhöht sein; so werden jeder Nachricht mehrere Seiten Zertifizierungsnachweise angehängt, die entsprechend die Gerichtsakten erweitern. Spätestens mit Einführung der elektronischen Akte zum 1. Januar 2026 werden aber die Gerichte ihre Akten insgesamt nur mehr in elektronischer Form führen. In Handelsregistersachen ist dies aufgrund des EHUG bereits seit 2007 weitgehend der Fall, d. h. eingegangene elektronische Dokumente werden ohne Papierausdruck und im System selbst weiterbearbeitet. Seit 2008 werden dort auch eigene Dokumente wie gerichtliche Beschlüsse oder Eintragungsmitteilungen grundsätzlich nur in elektronischer Form verschickt, auch wenn wie zuvor noch Original bzw. Abdruck in Papier zur Akte genommen werden.

### EGVP Bürgerclient
Der EGVP Bürgerclient als externer Zugang zum EGVP wurde am 4. Oktober 2018 abgeschaltet und durch das besondere elektronische Anwaltspostfach (beA), das besondere elektronische Notarpostfach beN und das besondere Behörden-Postfach (beBPo) ersetzt. Anstelle des EGVP Classic-Bürger-Client wurde bis 30. Juni 2022 der Governikus Communicator Justiz Edition angeboten. Seitdem müssen alle Benutzergruppen kostenpflichtige OSCI-fähige Software nutzen.

## Mein Justizpostfach
Am 12. Oktober 2023 begann der Pilot des Dienstes „Mein Justizpostfach“, mit dem ein besonderes elektronisches Bürger- und Organisationenpostfach mittels einer BundID kostenlos zur Verfügung gestellt wird. Zur Anmeldung ist das Vertrauensniveau „hoch“ der BundID erforderlich. Dies kann aktuell nur durch die Verwendung des elektronischen Personalausweises sichergestellt werden. Damit erhalten alle Bürger kostenlos digitalen Zugang zur Justiz.

## Schnittstelle von De-Mail
Die EGVP der Gerichte in Deutschland sind auch über De-Mail zu erreichen. Dazu muss die De-Mail-Adresse nach dem Schema „SAFE-ID-des Gerichtsegvp.de-mail.de“ gebildet werden. Die SAFE-ID des Gerichtes kann über einen EGVP-Client über den Menüpunkt „Verzeichnisdienst“ abgerufen werden.